# Ludmila da Silva
Ludmila da Silva eller Ludmila (født 1. december 1994) er en kvindelig brasiliansk fodboldspiller, der spiller for spanske Atlético Madrid og Brasiliens kvindefodboldlandshold, siden 2017.

## Resultater

### Landsholdsmål
| Mål | Dato       | Lokation             | Modstander | #   | Score | Resultat | Turnering                     |
| --- | ---------- | -------------------- | ---------- | --- | ----- | -------- | ----------------------------- |
| 1   | 2017-04-07 | Sandhausen, Tyskland | Tyskland   | 1.1 | 1–1   | 1–3      | Venskabskamp                  |
| 2   | 29-08-2019 | São Paulo, Brasilien | Argentina  | 1.1 | 1–0   | 5–0      | International Tournament 2019 |